# Akademischer Jagdwirt

Das Studium zum Akademischen Jagdwirt ist ein Universitätslehrgang am Institut für Wildbiologie und Jagdwirtschaft (IWJ) der Universität für Bodenkultur Wien (BOKU).

## Hintergrund
Der international solitäre Universitätslehrgang wurde 2008 an der BOKU gestartet und ermöglicht es Jägern, berufsbegleitend die Fächer Jagdwirtschaft und Wildtiermanagement an der BOKU zu studieren. Der Universitätslehrgang der Kategorie 2 umfasst 4 Semester und 64 ECTS-Punkte. Nach erfolgreichem Abschluss wird dem Jäger der Expertentitel Akademischer Jagdwirt verliehen. Die Seminargröße beträgt jährlich ca. 20 Plätze. Wissenschaftlicher Lehrgangsleiter ist Klaus Hackländer (Stellvertreter Fredy Frey-Roos, Management Christine Thurner). Aufbaukurse vermitteln weiteres Spezialwissen, z. B. Jagdrevier (Robin Standfort) und Falknerei.

## Curriculum (Stand 2021)
- 1. Lehreinheit: Einführung, Jagdgeschichte, Greifvögel, Eulen, Falknerei, Räuber- Beuteverhältnisse, Schwarzwild, Berufsjägerschaft, Jagdmusik
- 2. Lehreinheit: Jagdwaffen und -optik, Waffenrecht, Konfliktarten Bär, Luchs, Wolf, Risserkennung, Wissenschaftliches Arbeiten
- 3. Lehreinheit: Wildkrankheiten, Wildbrethygienerecht, Wildbretverarbeitung und -vermarktung, Ethik im jagdlichen Kontext, Nachhaltigkeit in der Jagd
- 4. Lehreinheit: Niederwild, Landwirtschaft im EU-Kontext, Haarraubwild, Wissenschaftliches Arbeiten und Literaturrecherche
- 5. Lehreinheit: Waldbau und Forstwirtschaft, Raufußhühner, Lebensraumbewertung, Anthropogene Einflüsse auf Wildpopulationen, Besucherlenkung, Betriebswirtschaftliche Aspekte im Jagdbetrieb
- 6. Lehreinheit: Gams- und Steinwild, Murmeltier, Wald- und Jagdpädagogik, Überwinterungsstrategien im Tierreich
- 7. Lehreinheit: Jagd als Nutzungsform des Grundeigentümers, Rotwild, Rehwild, Fütterung von Rot- und Rehwild
- 8. Lehreinheit: Jagdhundewesen, Jagdstrategien, Genetik von Wildtieren, Wildschadensregulierung im Feld
- 9. Lehreinheit: Naturschutz, Wildtiere und Verkehr, Wasserwild, Forst- und Landwirtschaftsrecht, Konfliktmanagement und Interessenausgleich, Medien in Theorie und Praxis
- 10. Lehreinheit: Gewässerökologie, Limnologie und Fischerei, Wildeinfluss vs. Wildschaden, Wildschadensdiagnostik, Abschussplanung, Verabschiedung
- Wissenschaftliche Abschlussarbeit, Schriftliche und Kommissionelle Prüfung

## Kosten (Stand 2023)
Die Kosten für den 4-semestrigen Universitätslehrgang betragen 14.000 Euro.

## Weiterführendes Studium
Die Universität von Edinburgh bietet im Fachbereich Biomedizin ein ein- bis dreijähriges Aufbaustudium für Biodiversität, Wildbiologie und Ökosystemgesundheit (MSc, Postgraduiertenzertifikat, Postgraduiertendiplom) an.